# Agar.io
Agar.io je MMO videoigra koju je izmislio Matheus Valadares. Igrači kontroliraju jednu ili više stanica na karti koja predstavlja Petrijevu zdjelicu. Cilj je dobiti što je više moguće mase tako što ćete jesti agar i stanice manje od vaše dok izbjegavate veće, koje mogu jesti vas. Svaki igrač započinje s jednom stanicom, ali igrači mogu podijeliti stanicu u dvije kada dostignu dovoljnu masu, dopuštajući im da kontroliraju više stanica. Ime dolazi od tvari agar, koja se koristi za kultiviranje bakterija.

## Vanjske poveznice
- Službena stranica